# Ebbe Sand
Ebbe Sand   (Hadsund, 19 de juliol de 1972) és un exfutbolista danès de la dècada de 1990.
Fou 66 cops internacional amb la selecció de Dinamarca.
Pel que fa a clubs, defensà els colors de Brøndby IF i Schalke 04.